# Hapticitate

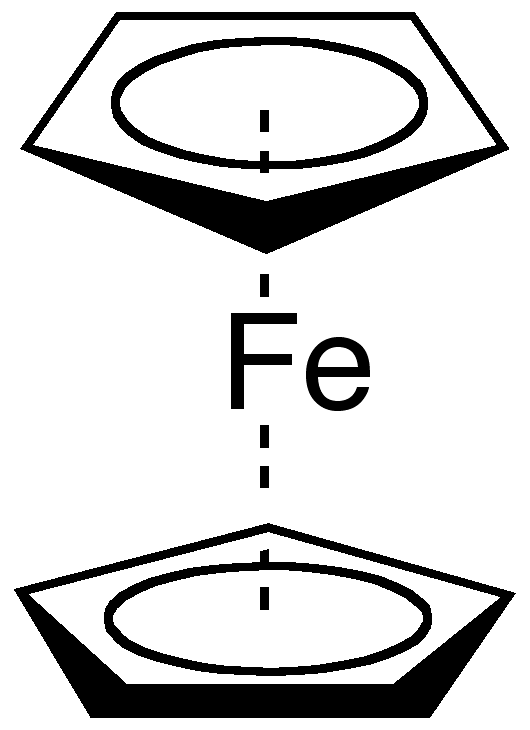
Ferocenul conține doi liganzi de tip
η^{5}-ciclopentadienil.

Hapticitatea este, în chimia coordinativă, numărul de coordinare al unui centru metalic (ion metalic), care este coordinat de către o serie de atomi legați (atomi învecinați).  Hapticitatea unui ligand se notează cu litera grecească η ('eta'). De exemplu, η2 descrie un ligand care coordinează prin doi atomi legați. 
Totuși, dacă ligandul este coordinat la mai mulți atomi care nu sunt legați între ei, atunci coordinarea se numește denticitate. În procesul de denumire al complecșilor, trebuie să se facă diferență între η și μ ('mu'), care simbolizează liganzi în punți.